# Syndesmosis tibiofibularis

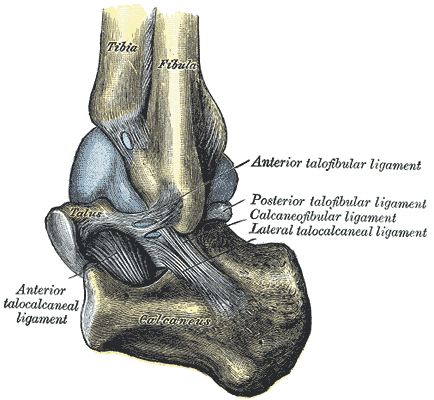
Syndesmosis tibiofibularis und Bänder des oberen Sprunggelenks

Die Syndesmosis tibiofibularis (Syn. Articulatio tibiofibularis distalis) ist eine Knochenverbindung zwischen den unteren (distalen) Enden von Schienbein (Tibia) und Wadenbein (Fibula) im Bereich des Außenknöchels. Es handelt sich, im Gegensatz zur gelenkigen Verbindung am knieseitigen (proximalen) Ende der beiden Knochen (Articulatio tibiofibularis), um eine Bandhaft (Syndesmose). 
Die Syndesmosis tibiofibularis wird vom vorderen und hinteren Schienbein-Wadenbein-Band (Ligamentum tibiofibulare anterius und Ligamentum tibiofibulare posterius) gebildet. Diese beiden schräg verlaufenden Bänder ziehen von proximal und medial nach distal und lateral. Das hintere Band ist kräftiger und weniger steil verlaufend. Durch diesen unterschiedlichen Faserverlauf können sich die beiden Knochenenden geringgradig gegeneinander bewegen. Beide Bänder stehen an ihrer Innenseite mit dem Sprungbein in Kontakt und bestehen an dieser Stelle nicht aus Bindegewebe, sondern aus Faserknorpel. Die Kontaktfläche bildet am Sprungbein zwei kleine Gelenkfacetten. Die Gelenkhöhle des oberen Sprunggelenks bildet in Richtung Syndesmosis tibiofibularis eine Aussackung (Recessus tibiofibularis).
Die Konstruktion der Syndesmosis tibiofibularis gewährleistet geringe Verschiebebewegungen zwischen Schien- und Wadenbein sowie eine leichte Drehbewegung des Wadenbeins bei der Streckung und Beugung des Sprunggelenks, bei denen es auch im proximalen Gelenk zwischen beiden Knochen, der Articulatio tibiofibularis, zu geringgradigen Bewegungen kommt.